# Кларион, Эме
Эме Кларион (фр. Aimé Clariond, полное имя — Эме Мариус Кларион фр. Aimé Marius Clariond; 10 мая 1894, Перигё, Дордонь, Франция — 1 января 1960, Нейи-сюр-Сен, Франция) — французский актер театра и кино.

## Биография
Эме Кларион родился в актерской семье. Во время Первой мировой войны в 1914—1917 годах был солдатом на фронте. Он участвовал в первых боях у Марны и закончил службу в «Chemin des Dames», где был дважды ранен. Награжден Военным крестом, демобилизован в марте 1917 года.
В 1921 году, после трех неудачных попыток поступить в консерваторию, Эме Кларион поступил до Театра Одеон, на сцене которого выступал до 1926-го, играя классические роли. С 1926 года играл в Театре Антуан, затем входил в труппы Люнье-По в театре л’Эвре. Тогда же, в начале 1930-х годов, Карион начал карьеру в кино, что на то время было исключительным явлением для театрального актера.
В 1936 году Эме Кларион был принят в театр Комеди Франсез[1], а уже в следующем году он стал сосьетером театра, и оставался там до своей смерти в 1959 году. Играл роли в классическом репертуаре: Альцеста в «Мизантроп» Мольера, главную роль в «Отелло» Шекспира, Антония в «Антонии и Клеопатре», дона Камилле в «Сатиновых туфельках» Поля Клоделя и много др.
В 1946—1950 годах Кларион как режиссер поставил нескольких спектаклей на сценах театров в Париже и Лионе по произведениям Мольера, Мериме, Поля Демази и др.
Дебютировав в кино в 1931 году ролью Ивана Карамазова в «Братьях Карамазовых» по Ф. М. Достоевскому (реж. Федор Оцеп), снялся за время своей кинокарьеры в более 80-ти кинолентах, продолжая играть в театре. Снимался в фильмах Марка Аллегре, Марселя Л’Эрбье, Пьера Шеналя, Абеля Ганса, Жана Ренуара, Кристиана-Жака, Макса Офюльса, Саши Гитри, Мориса Клоша, Жульена Дювивье и др.
Эме Кларион умер в ночь с 31 декабря 1959 на 1 января 1960 года. Был похоронен 4 января 1960-го в Фукени (Уаза). Тот день Комеди Франсез сделал, как исключение, выходным.